# Jack Francis Needham
Pour les articles homonymes, voir Needham.
Francis Jack Needham dit Jack Francis Needham, né le 14 décembre 1842 à Saint-Hélier (Jersey) et mort le 11 novembre 1924, est un officier et explorateur britannique.

## Biographie
Fils de Francis Henry Needham et de Fanny Amelia Hubbard, entré dans l'armée en 1867, Jack Francis Needham exerce comme officier de la police du Bengale dès 1876 et devient agent diplomatique dans l'Assam en 1882.
Il démontre en 1886 que le Brahmapoutre supérieur n'est pas l'Iraouaddy et est l'auteur de plusieurs descriptions pionnières des langues sino-tibétaines et taï-kadaï de la région.

## Publications
- 1886 : Outline Grammar of the Shaíyâng Miri Language, as Spoken by the Miris of that Clan Residing in the Neighbourhood of Sadiya: With Illustrative Sentences, Phrase-book and Vocabulary, Shillong, Assam Secretariat Press.
- 1888 : Journey Along the Lohit Brahmaputra, Between Sadiya in Upper Assam and Rima in South-Eastern Tibet, Londres, J. Murray.
- 1889 : Outline Grammar of the Singpho Language, as Spoken by the Singphos, Dowanniyas, and Others, Residing in the Neighbourhood of Sadiya, with Illustrative Sentences, Phrasebook, and Vocabulary, Shillong, Assam Secretariat Press.
- 1894 : Outline Grammar of the Tai (Khâmtî) Language: As Spoken by the Khâmtîs Residing in the Neighbourhood of Sadiya, with Illustrative Sentences, Phrase-book and Vocabulary, Rangoon, Superintendent of Government Printing.